# ستيفن لوستيكا
ستيفن لوستيكا (بالإنجليزية: Steven Lustica)‏ (12 أبريل 1991 بكانبرا في أستراليا - ) هو لاعب كرة قدم أسترالي في مركز الوسط. شارك مع منتخب أستراليا تحت 20 سنة لكرة القدم. أما مع النوادي، فقد لعب مع غولد كوست يونايتد ونادي أديلايد يونايتد ونادي بريزبان رور وهايدوك سبليت وNK Dugopolje ‏.

## روابط خارجية
- ستيفن لوستيكا على موقع قاعدة بيانات كرة القدم.إي يو (الإنجليزية)
- ستيفن لوستيكا على موقع Soccerway.com (الإنجليزية)
- ستيفن لوستيكا على موقع عالم كرة القدم.نت (الإنجليزية)